# Līvāni (novads)
Līvāni est un novads de Lettonie, situé dans la région de Latgale. En 2009, sa population est de 14 292 habitants.